# Archives internationales de la danse

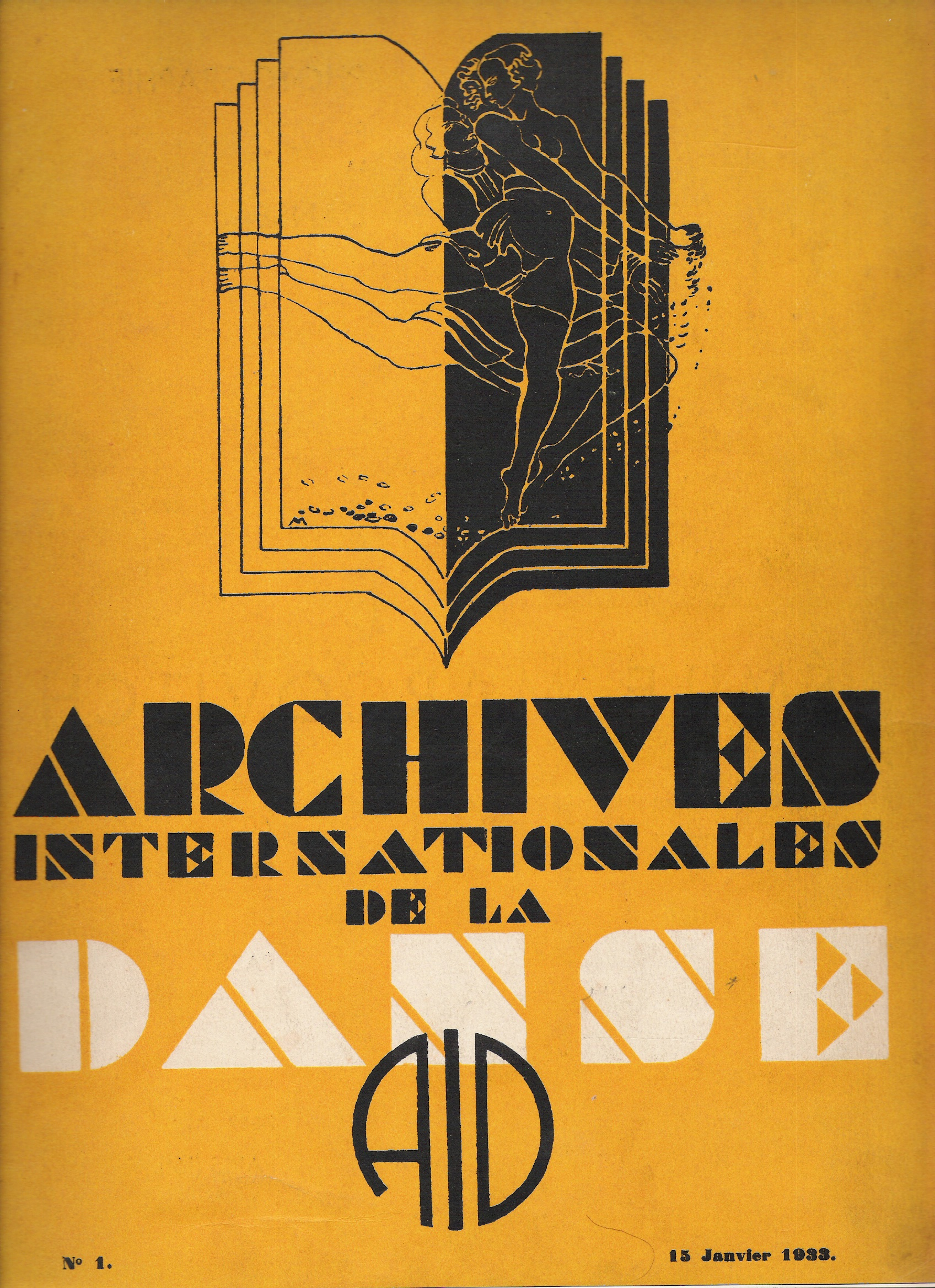
Copertina della Rivista Archives internationales de la danse

Gli Archives internationales de la danse (AID) furono una associazione e una rivista francese fondata nel 1931 da Rolf de Maré, in omaggio ai Ballets suédois e al suo coreografo Jean Börlin.

## Storia

### Museo
Situata a Parigi, rue Vital nel XVI arrondissement, l'associazione era costituita da un museo, da una biblioteca, da una fototeca, da una sala per conferenze e da due sale per esposizioni temporanee.

### Rivista
La rivista aveva per obiettivo « centralizzare i documenti sulle coreografie nei diversi paesi e nelle diverse epoche ». Riservava la maggior parte dello spazio disponibile all'attualità degli spettacoli e dei concorsi, ma affrontava anche tematiche specifiche come la danza negli Stati Uniti o in Germania, note sui compositori delle musiche per i balletti, come Stravinskij o Ravel, storia della danza e della coreografia, oltre che una bibliografia generale sulla danza.
Il primo numero previsto per il novembre 1932, vide la luce nel gennaio 1933 e la pubblicazione terminò nel 1935.
Nel primo numero venne bandito un concorso di coreografia al quale parteciparono Pierre Conté, Janine Solane, Boris Kniaseff, Oskar Schlemmer con il suo Balletto triadico, e la compagnia di Kurt Jooss che mise in scena La Table verte.
Se la rivista terminò la pubblicazione nel 1935, le attività dell'associazione andarono avanti fino al 1951 quando Rolf de Maré decise di cedere le importanti collezioni alla Bibliothèque-musée de l'Opéra. Il fondo relativo ai relatif aux Ballets suédois venne legato al Museo della danza di Stoccolma.
| Controllo di autorità | VIAF (EN) 156283678 · ISNI (EN) 0000 0001 0446 5444 · LCCN (EN) n88006427 |